# Grand Prix de Denain 1973
La 15e édition du Grand Prix de Denain a eu lieu le 24 avril 1973. Elle a été remportée par le Belge Marc Demeyer.

## Classement final
Marc Demeyer remporte la course en parcourant les 180 kilomètres en 4 h 29 min 5 s à la vitesse moyenne de 40,136 km/h.
| Classement final, | Classement final,   | Classement final, | Classement final,          | Classement final, |
|                   | Coureur             | Pays              | Équipe                     | Temps             |
| ----------------- | ------------------- | ----------------- | -------------------------- | ----------------- |
| 1er               | Marc Demeyer        | Belgique          | Flandria-Shimano-Carpenter | en 4 h 29 min 5 s |
| 2e                | Englebert Opdebeeck | Belgique          | Watney-Maes                |                   |
| 3e                | Dirk Baert          | Belgique          | Novy-Total                 |                   |
| modifier          |                     |                   |                            |                   |